# Montana (grad)
Montana (bugarski: Монтана) je grad na sjeverozapadu Bugarske, upravno je središte Oblasti Montana. Montana se nalazi 50 km južno od Dunava, 40 km sjeverozapadno od Vrace i oko 30 km istočno od granice sa Srbije.

## Ime grada
Kad su se Slaveni naselili u tom kraju nazvali su postojeće bizantsko naselje - Kutlovica.  Za otomanske vlasti grad su Turci nazvali po slavenskom izvorniku -  Kutlofça.  
1890. godine, grad je prezvan u Ferdinand u čast bugarskog kneza Ferdinanda. 1945. godine komunističke vlasti promijenile su ime grada u  Hristo Mihajlov (Mihajlovgrad) u spomen na komunističkog lidera Hrista Popmihajlova (umro 1944.), inače vođu Rujanskog ustanaka iz 1923. koji je rođen u tom gradu.  Međutim 1993. godine, predsjedničkim dekretom (novih demokratskih vlasti) grad je prezvan u  Montana, najviše zbog blizine starijeg rimskog naselja tog imena u blizini grada.

## Zemljopisne odlike
Montana se nalazi na obalama rijeke Ogoste, sjeverno od Planine Balkan, okružen brdima s juga i istoka.
Klima u Montani je kontinenatalna, s hladnim zimama i vrućim ljetima. Prosječna temperatura u siječnju je -2 °C i 25 °C u srpnju.

## Povijest

### Za rimskih vremena
Kraj oko Montane, 29. godine prije Krista postao je dio rimske provincije Gornje Mezije. Oko 160. godine, osnovan je rimski vojnički logor na mjestu starijeg Tračkog naselja. Ovo naselje dobilo je status grada pod imenom Municipio Montanensium. Najstariji dio grada nalazio se na obroncime planine Montana. Grad se za rimljana razvio u drugo po veličini naselje u cijeloj provinciji, odmah iza Raciarie (današnjeg naselja Arčara). To je bio tipični, pravilno isplaniran i izgrađen rimski grad s utvrdom na brdu Montana, s puno javnih zgrada; hramova, kupališta i kazališta.
Montana je bio grad miješanog stanovništva, u kojem su živjeli latinizirano donmaće stanovništvo, s italskim i anadolijskim naseljenicima.
Gospodarstvo se zasnivalo na lokalinim veleposjedima, koje su uglavnom posjedovali građani italskog porijekla, i na iskopavanju zlata iz korita rijeke Ogoste.  U tom razdolju zaštitnici grada bili su bili rimski bogovi Dijana i Apolon.

### Srednji vijek
Između 440. i 490. godine, sjeverozapad Bugarske poharan je provalama vojske Huna, Gota. Slavena i Avara, na kraju je to dovelo do konačnog sloma dotašnje grčko-rimske tradicije i kulture. U kraj su se naselili Slaveni, koji su grad nazvali - Kutlovica. Za vrijeme Prvog i Drugog Bugarskog carstva, grad je obnovljen i postao je sjedište eparhije.

### Otomanska vlast
Nakon osvajanja Kutlovice od strane Turaka, Kutlovica je razorena a stanovništvo pobijeno i raseljeno, a krajina je opustjela.
Između 1450. i 1688. godine Turci su nanovo naselili grad, zbog njegova strateškog položaja i nazvali ga po slavenskom izvorniku "Kutlofça". Kutlofça se razvila u tipično orijentalno naselje, s džamijama, fontanama i karavan sarajima.
Nakon gušenja Čiprovačkog ustanka protiv Turaka iz 1688. godine, narasla je strategijska uloga Kutlovice u držanju Bugarske, tako da je grad bio naseljen etičkim turcima, koji su bili većina tijekom cijelog XVIII i XIX st. Interesantno je da je rimsko kupalište nastavilo raditi dobar dio srednjeg vijeka, i za vrijeme Turaka.

### Za novih vremena
Nakon oslobođenja grada od Turske vlasti pokrenut je val velike migracije stanovnika, muslimansko stanovništvo stalo je napuštati grad i regiju, a na njihovo mjesto dolazilo je bugarsko stanovništvo. Grad se stao ubrzano modernizirati, dobio je električnu centralu, željezničku stanicu, poštu, bolnicu i brojne upravne zgrade.

## Zbratimljeni gradovi
- Banská Bystrica, Slovačka
- Zhytomyr, Ukrajina
- Schmalkalden, Njemačka
- Pirot, Srbija
- Salvatierra/Agurain, Španjolska
- Dzeržinski, Rusija[2]
- Kassel, Njemačka

## Vanjske poveznice
- Službene stranice
- Montana Dnes - Novosti
- Oblast Montana
- Povijesni muzej Montana  Arhivirana inačica izvorne stranice od 3. kolovoza 2009. (Wayback Machine)